# Église Saint-Pierre de Boisse
L'église Saint-Pierre de Boisse, ou chapelle des Pénitents, est un édifice religieux situé en France sur la commune de Saint-Côme-d'Olt, dans le département de l'Aveyron, en région Occitanie.
Elle fait l'objet de protections au titre des monuments historiques.

## Localisation
L'église est située à proximité de la route départementale 987, dans le village de Saint-Côme-d'Olt, dans le quart nord-est du département français de l'Aveyron, en région Occitanie.

## Historique
Au XIe siècle, situé au nord-est du village, en dehors des remparts, cet édifice appelé église Saint-Pierre de la Bouysse est l'église paroissiale de Saint Côme.
Au Moyen Âge, les pèlerins qui se rendent à Saint-Jacques-de-Compostelle depuis Le Puy empruntent la via Podiensis et passent à Saint-Côme. À proximité, un hospice tenu par des moines héberge et soigne les pèlerins.
Au XVIe siècle, l'église s'avérant trop petite, les habitants demandent à Antoine d'Estaing, prieur de Saint-Côme et évêque d'Angoulême, ainsi qu'à Guy de Castelnau, seigneur de Calmont d'Olt et évêque de Périgueux, d'agrandir la chapelle castrale qui devient la nouvelle église paroissiale en 1532.
L'édifice étant fortement endommagé, des pénitents blancs le restaurent vers 1750 : il prend alors le nom de chapelle des Pénitents. En 1793, à la Révolution, le comité révolutionnaire local y tient ses réunions.
En 1930, la confrérie des Pénitents blancs est dissoute et en 1949, la chapelle est désaffectée. Dans la seconde moitié du XXe siècle, elle sert successivement de salle de cinéma paroissial, puis de salle des fêtes communale jusqu'en 1990, avant de devenir un lieu d'expositions.
L'édifice est inscrit au titre des monuments historiques par arrêté du 28 mai 1991, puis ses façades et toitures sont classées par arrêté du 20 octobre 1995.

## Architecture

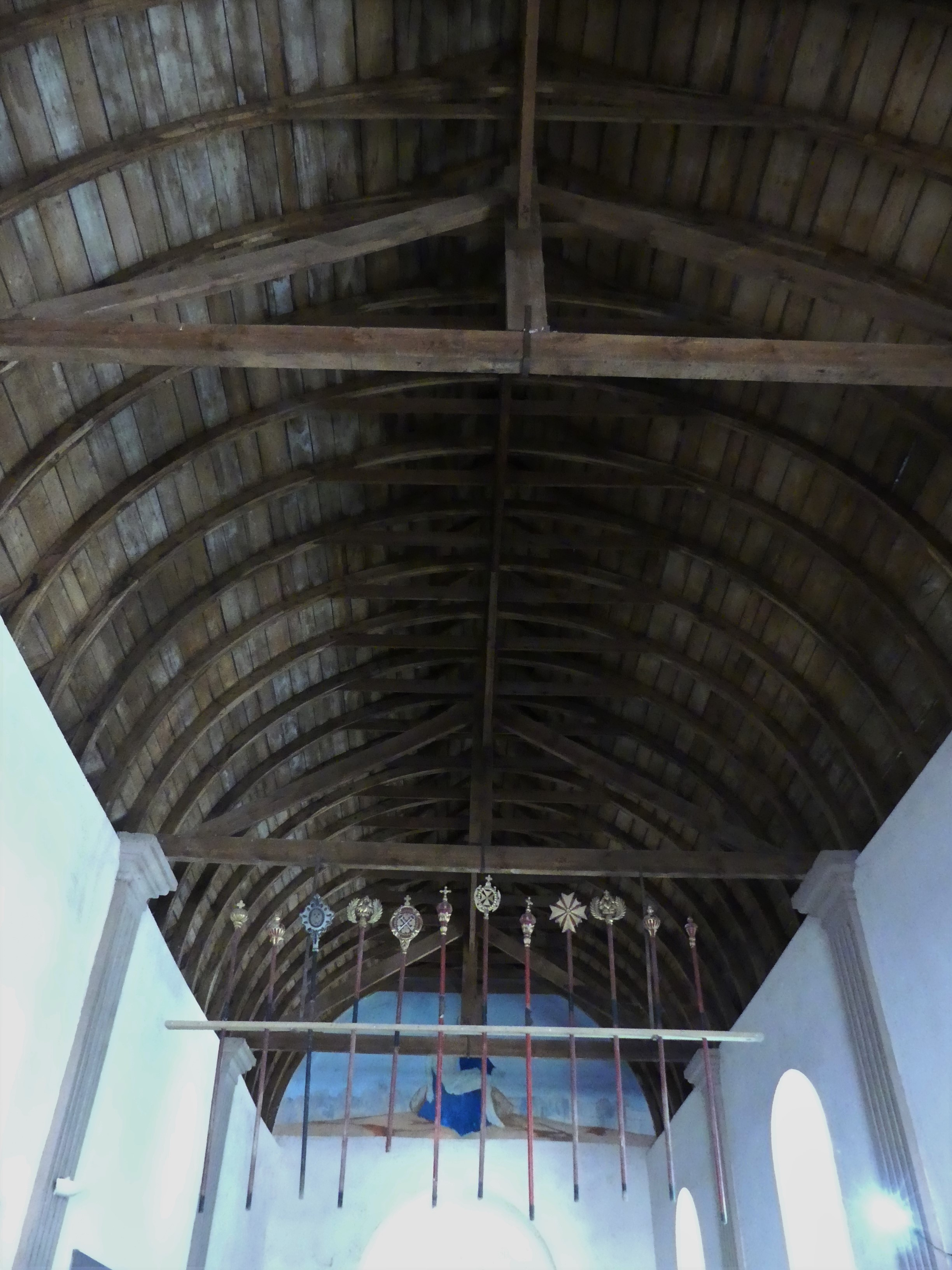
Le plafond caréné de la nef.

L'édifice est de style roman. Il est recouvert d'une toiture carénée, et surmonté par un clocher-mur (sans cloche) à l'aplomb de l'arc triomphal. Le portail s'ouvre à l'ouest, protégé par un porche du XVIe siècle que surmonte un petit beffroi avec une cloche.
Longue de quatre travées, la nef est très sobre, sans transept, se prolongeant par le chœur hémicirculaire moins large et moins haut que la nef. Le chevet est décoré de modillons historiés.
Au sol de la nef, de nombreuses dalles ont servi de dalles funéraires de la fin du XVIe siècle jusqu'au XVIIIe siècle pour des notables ou des artisans. Elles sont gravées de dates, de blasons ou de symboles correspondant à des métiers.
La chapelle recèle une statue de saint Michel qui ornait la partie supérieure du portail de l'église Saint-Côme-et-Saint-Damien jusqu'en 1990, période à laquelle elle a été déposée pour raisons de sécurité.

## Galerie

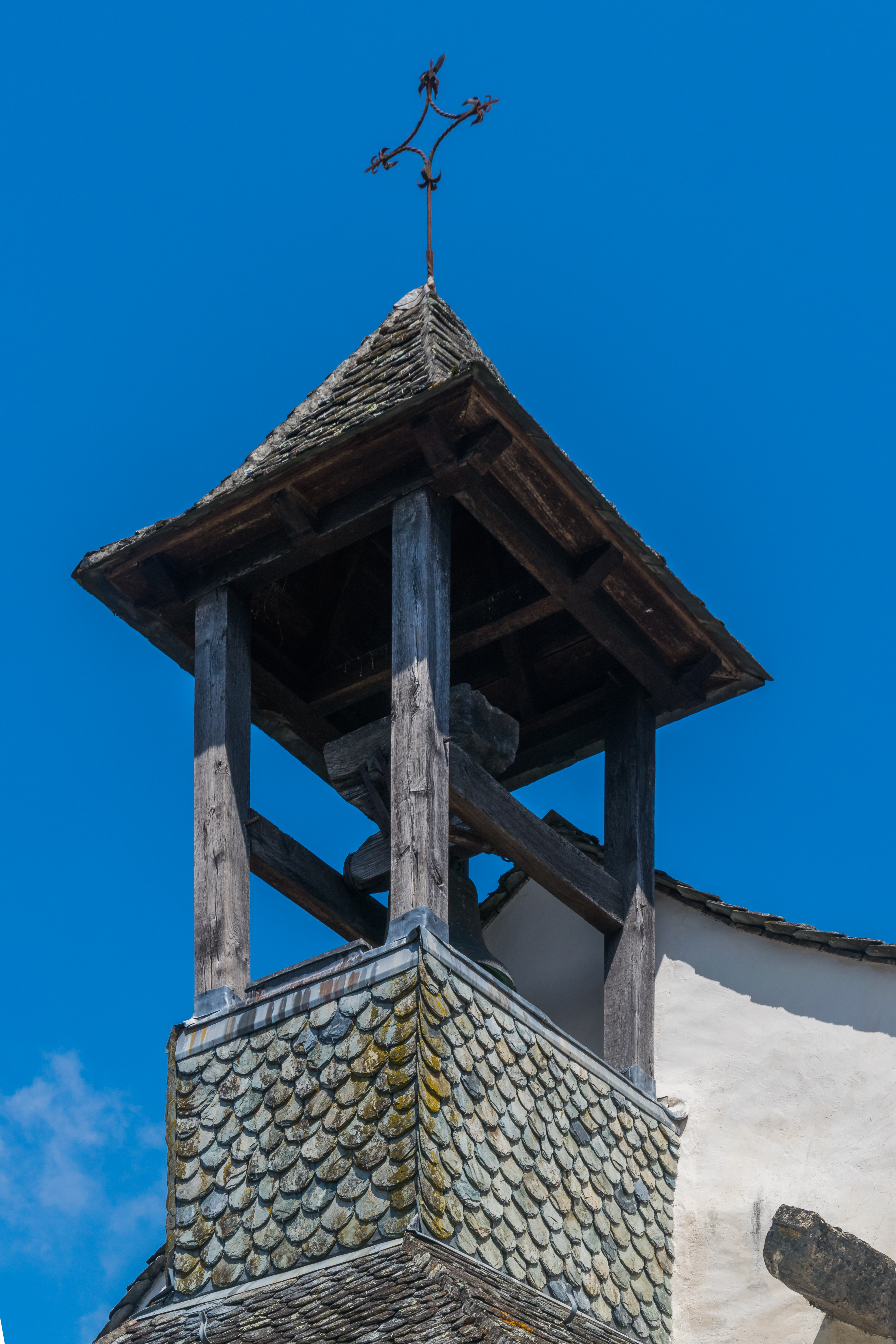
Le beffroi au-dessus-du porche.
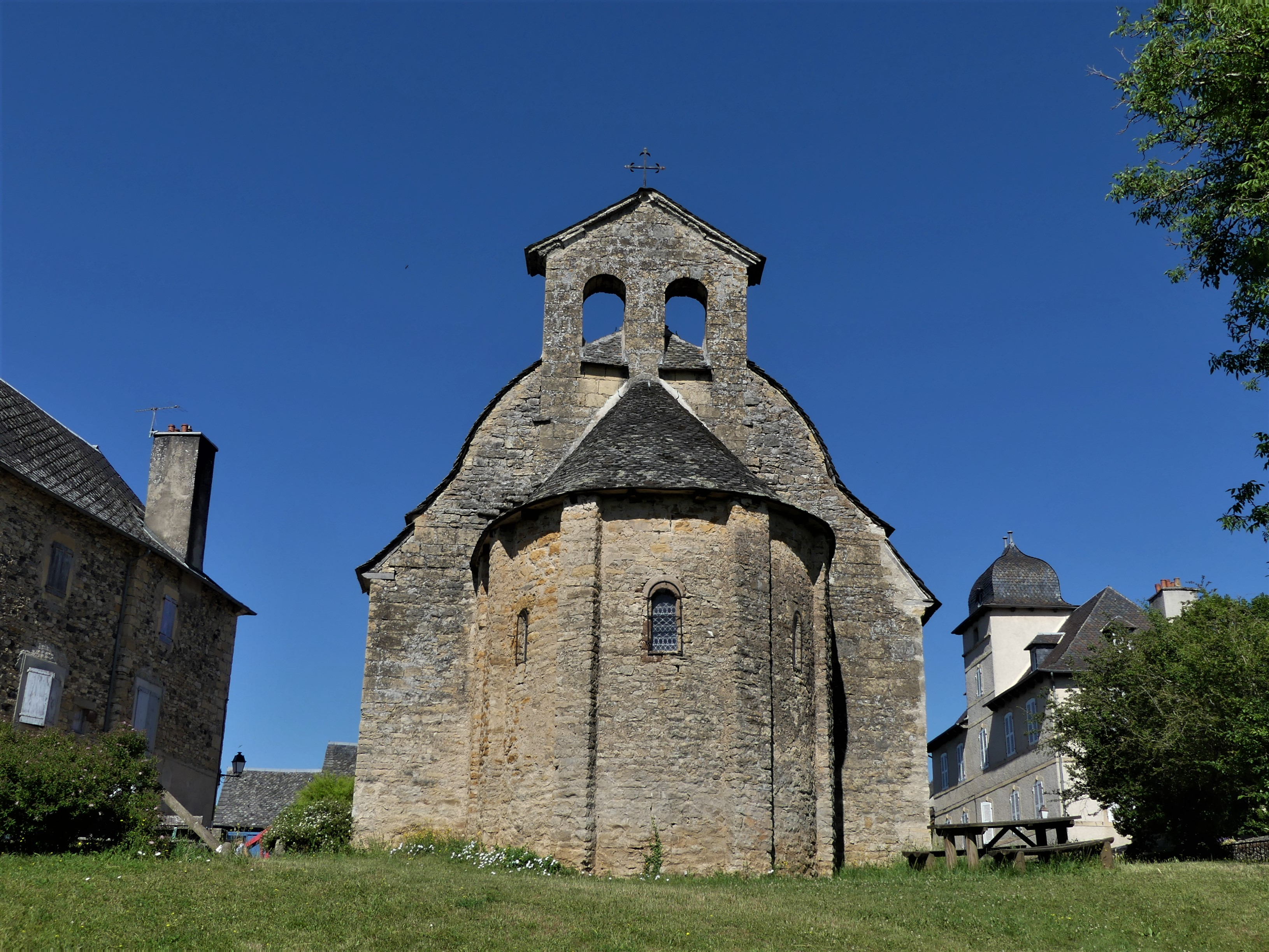
Le chevet.
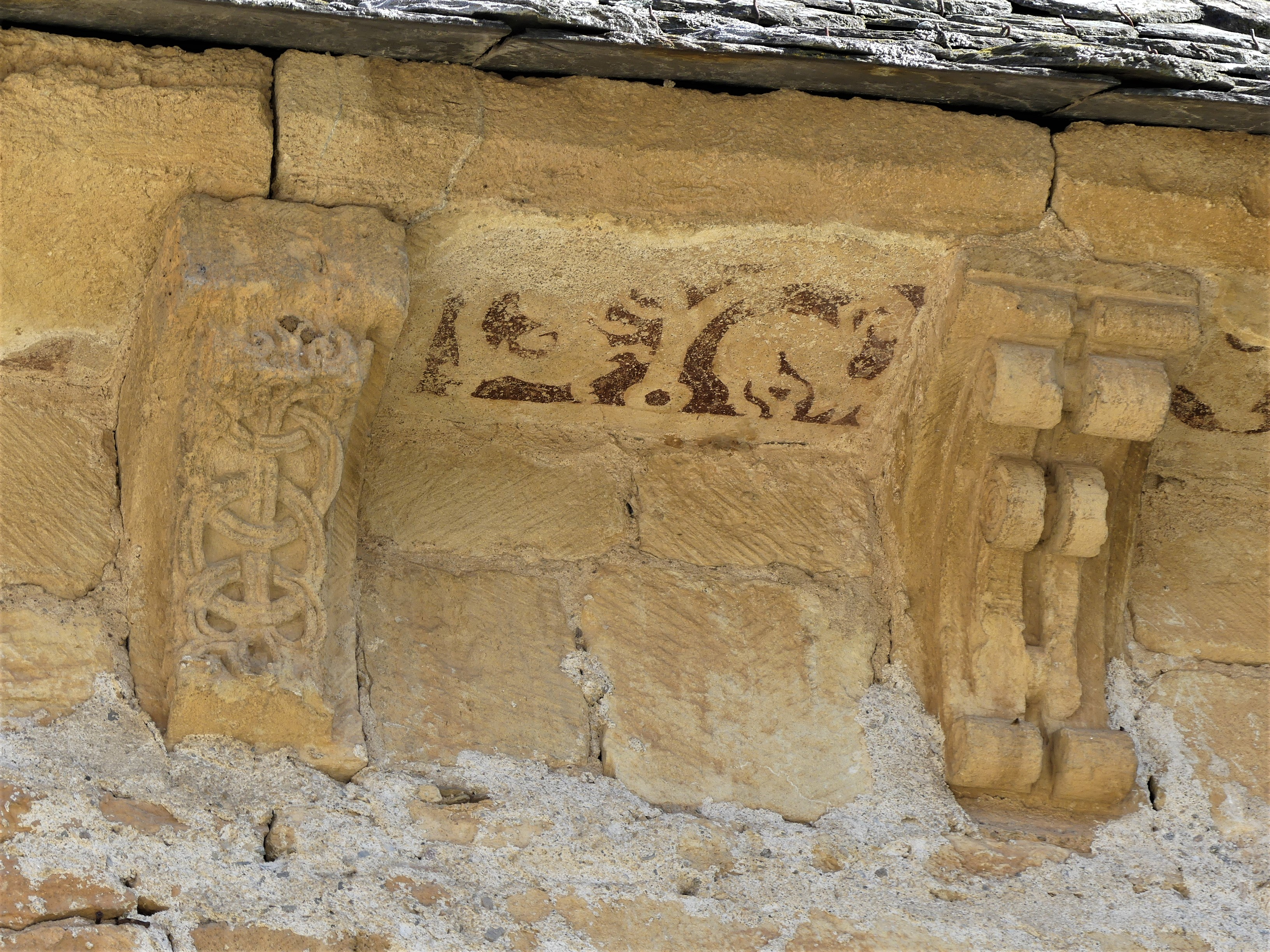
Modillons du chevet.
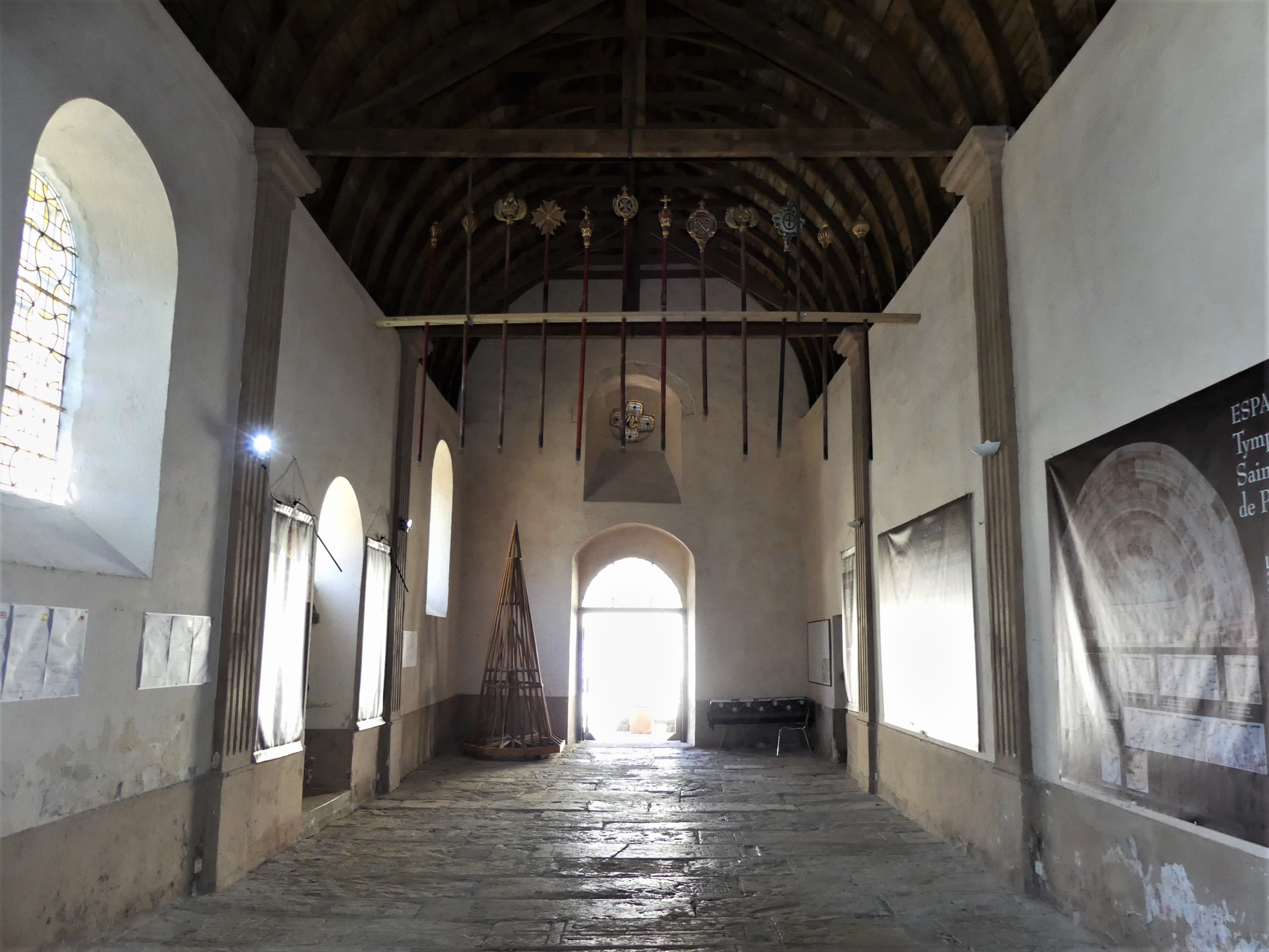
La nef.
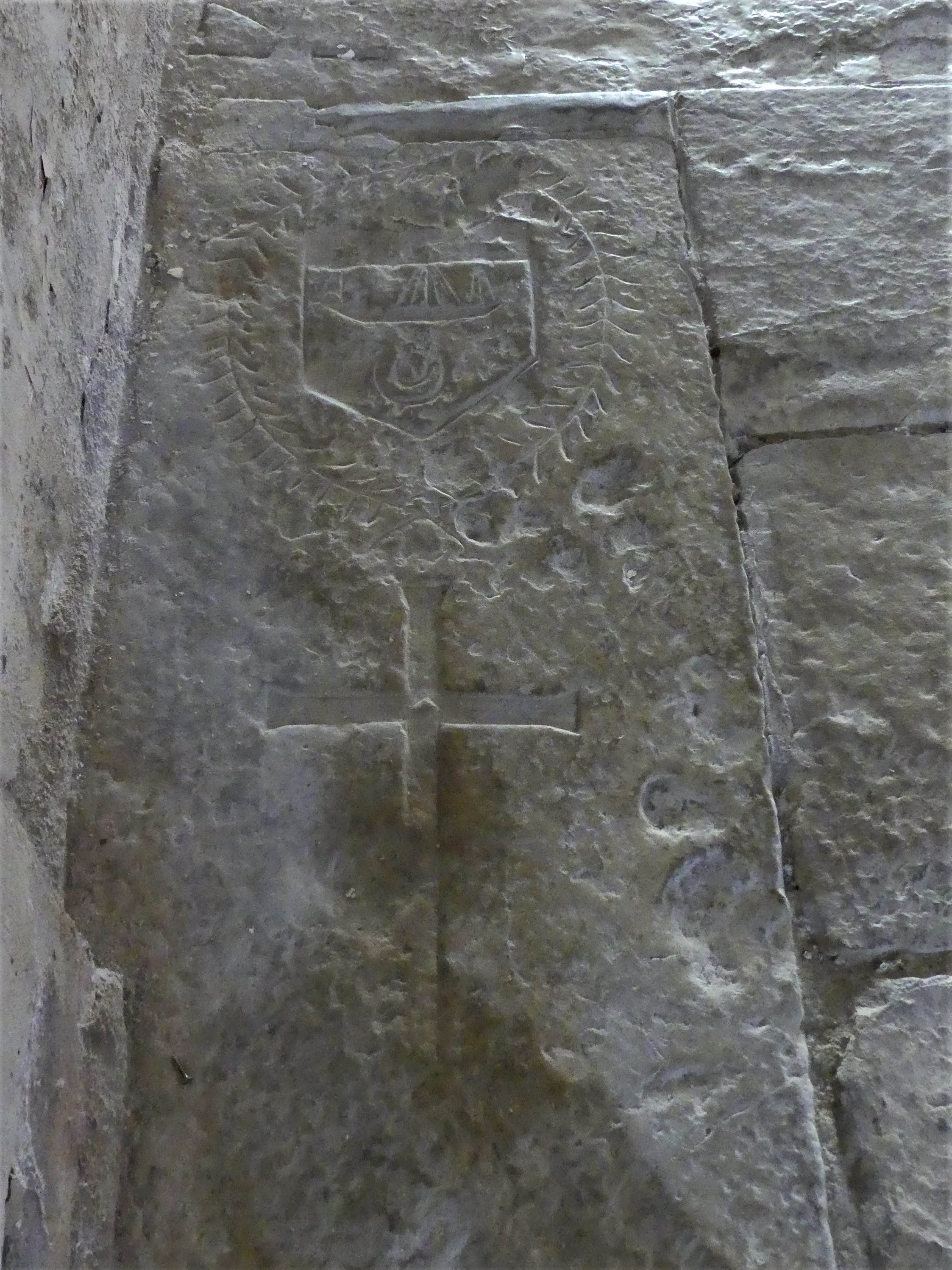
Dalle funéraire au sol de la nef.
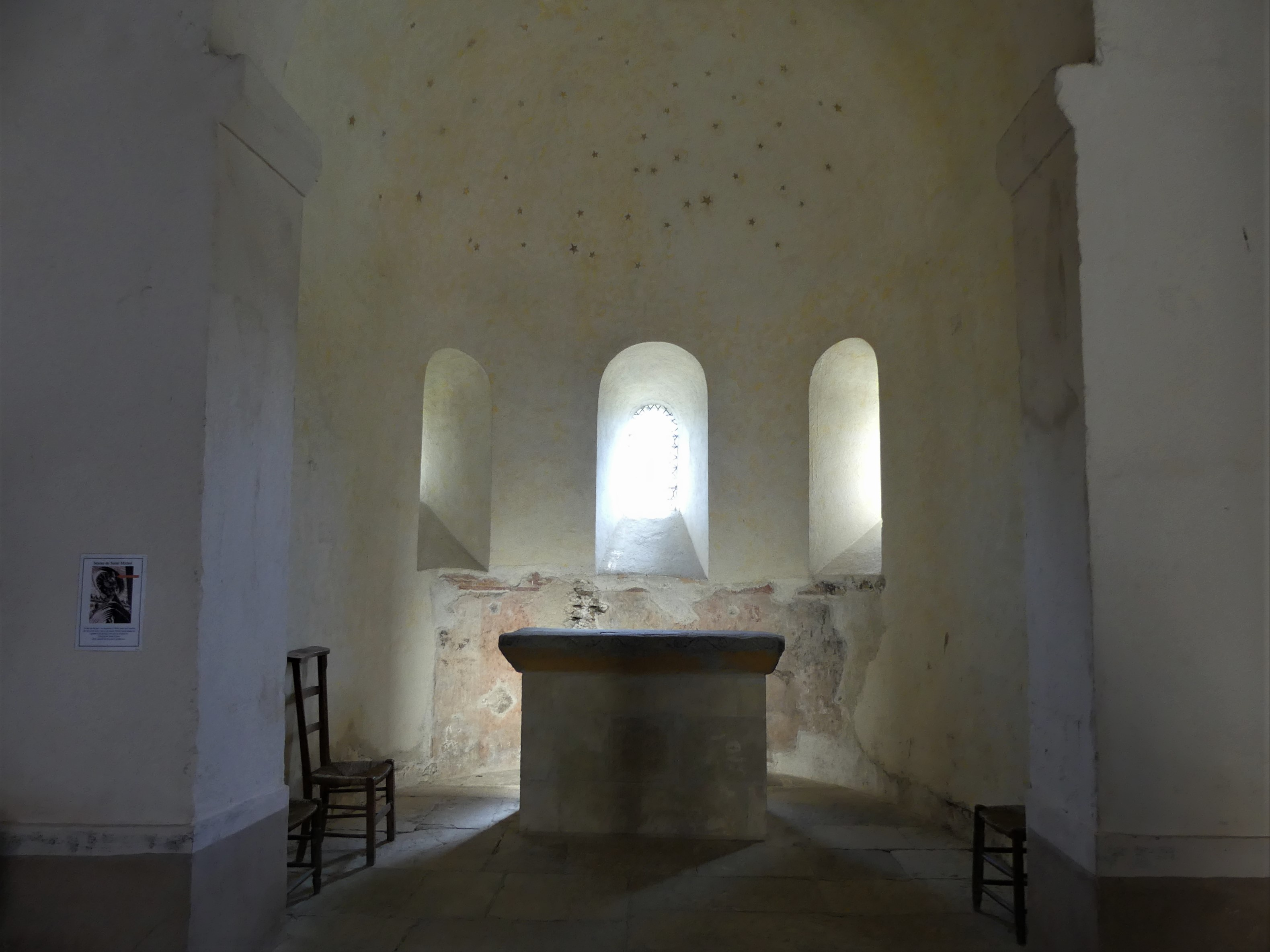
Le chœur.
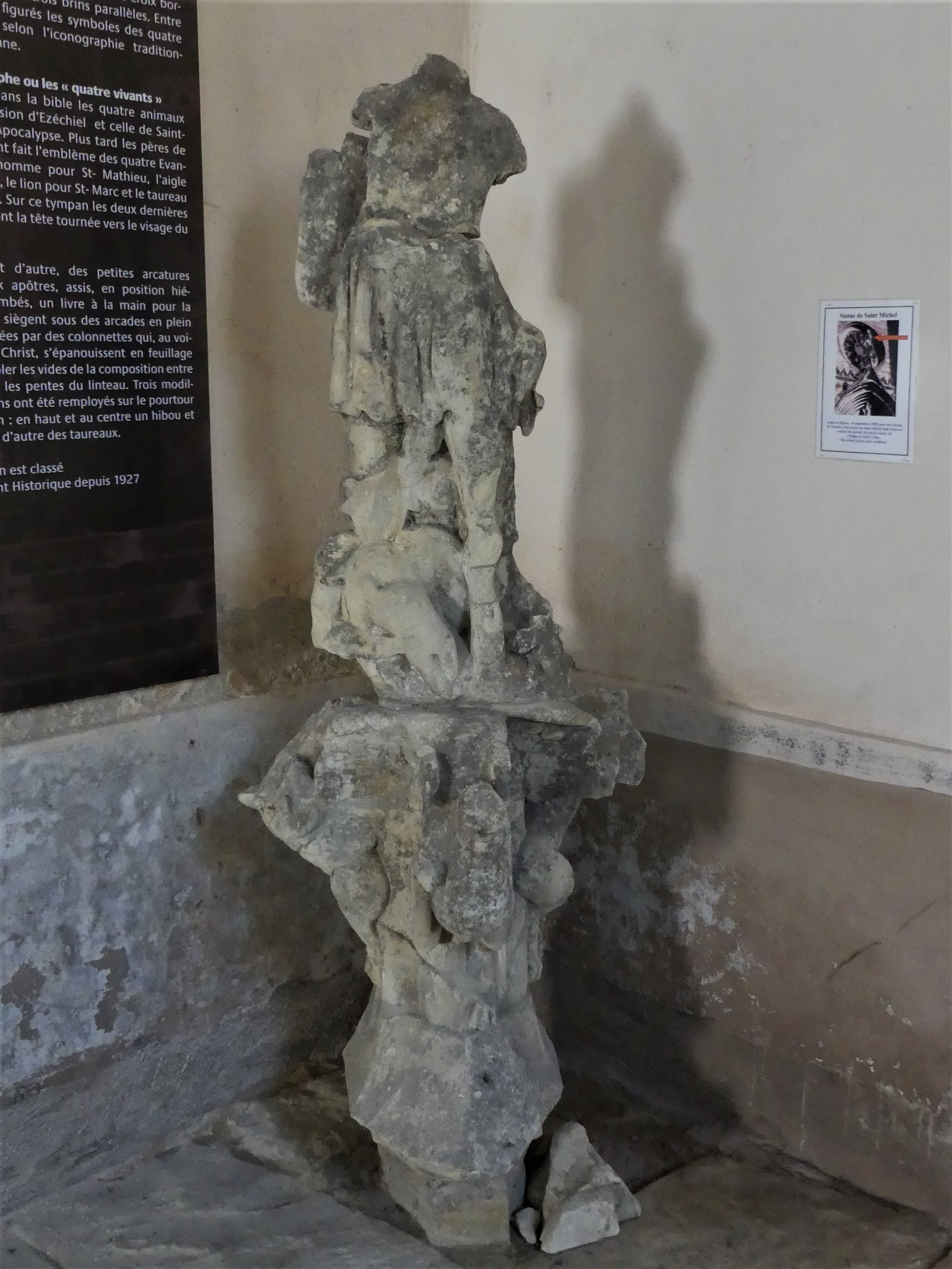
La statue de saint Michel.